# 奧林匹亞電腦遊戲程式競賽
奧林匹亞電腦遊戲程式競賽（Computer Olympiad），是自1989年開始，每年比賽棋類、牌類、智力遊戲程式開發競賽，由國際電腦遊戲協會（International Computer Games Association）所主辦。

## 比賽項目
- 角力棋
- 亞馬遜棋
- 印度鬥獸棋
- 西非播棋
- 雙陸棋
- 定約橋牌
- 英國跳棋
- 國際象棋
- 連六棋
- 屏風式四子棋
- 中國象棋
- 暗棋
- 食宴棋
- 愛因斯坦棋
- 骨牌
- 點格棋
- 國際跳棋
- 金羅美
- 星盤棋
- 圍棋
- 闕棋
- 五子棋
- 三寶棋
- 六貫棋
- 西洋軍象棋
- Light Up（英语：Light Up）
- 集結棋
- Matrix
- 直棋
- Nonograms
- 數牆
- 八爪跳棋
- 黑白棋
- Phantom Go
- Poker
- 電腦撞球
- 多層式四子棋
- 牆棋
- 連珠
- Scrabble
- 日本將棋
- 蘇臘卡爾塔棋[3]

## 外部連結合
- Results of all events （页面存档备份，存于）
- ACM News - Silicon Brains Compete at Games （页面存档备份，存于）
- 国际電腦游戏协会 （页面存档备份，存于）
- 奧林匹亞電腦遊戲程式競賽

Template:Computer Olympiads